# Lazy Bums
Lazy Bums (Hebreeuws: הבטלנים) was een Israëlisch muziekduo.

## Biografie
Lazy Bums werd begin 1987 opgericht door Nathan Dattner en Avi Kuschnir met het oog op deelname aan de Israëlische preselectie voor het Eurovisiesongfestival. Met het nummer Shir habatlanim wonnen ze deze voorronde, waardoor ze hun vaderland mochten vertegenwoordigen op het Eurovisiesongfestival 1987, dat gehouden werd in de Belgische hoofdstad Brussel. Daar eindigden de Lazy Bums op de achtste plek. Nadien ging het duo nog twee jaar door alvorens uit elkaar te gaan.
1973: Ilanit · 
1974: Poogy · 
1975: Shlomo Artzi · 
1976: Chocolad Menta Mastik · 
1977: Ilanit · 
1978: Izhar Cohen & The Alphabeta · 
1979: Gali Atari & Milk and Honey · 
1981: Hakol Over Habibi · 
1982: Avi Toledano · 
1983: Ofra Haza · 
1985: Izhar Cohen · 
1986: Moti Giladi & Sarai Tzuriel · 
1987: Lazy Bums · 
1988: Yardena Arazi · 
1989: Gili & Galit · 
1990: Rita · 
1991: Duo Datz · 
1992: Dafna Dekel · 
1993: The Shiru Group · 
1995: Liora · 
1998: Dana International · 
1999: Eden · 
2000: Ping Pong · 
2001: Tal Sondak · 
2002: Sarit Hadad · 
2003: Lior Narkis · 
2004: David D'Or · 
2005: Shiri Maimon · 
2006: Eddie Butler · 
2007: Teapacks · 
2008: Bo'az Ma'uda · 
2009: Noa & Mira Awad · 
2010: Harel Skaat · 
2011: Dana International · 
2012: Izabo · 
2013: Moran Mazor · 
2014: Mei Finegold · 
2015: Nadav Guedj · 
2016: Hovi Star · 
2017: Imri Ziv · 
2018: Netta Barzilai · 
2019: Kobi Marimi · 
2021: Eden Alene · 
2022: Michael Ben David · 
2023: Noa Kirel · 
2024: Eden Golan · 
2025: Yuval Raphael